# Bulbophyllum cateorum
Bulbophyllum cateorum är en orkidéart som beskrevs av Jaap J. Vermeulen. Bulbophyllum cateorum ingår i släktet Bulbophyllum och familjen orkidéer. Inga underarter finns listade i Catalogue of Life.